# Antonios Keramópulos
Antonios Keramópulos (en Idioma griego Αντώνιος Κεραμόπουλος; Vlasti, 1870 – Atenas, 13 de mayo de 1960) fue un arqueólogo griego. 
Dirigió numerosas excavaciones dedicadas a estudiar la civilización micénica y la Antigüedad clásica a principios del siglo XX, incluyendo excavaciones en el ágora de Atenas y en el palacio de Micenas. También publicó estudios sobre historia griega más tardía. Entre otras cosas, propuso un origen griego autóctono de los valacos en Grecia.
Siempre propugnó la devolución al Estado griego de los ingentes tesoros llevados a museos europeos.